# Turruncún
Turruncún es una aldea en ruinas del municipio español de Arnedo, en la comunidad autónoma de La Rioja.

## Geografía
Ubicada en la Rioja Baja, está en la sierra de Préjano, entre Arnedo, a 9 km, y 4 km de Villarroya y de la comarca del Alhama-Linares tenemos a Cornago, a 11 km y Grávalos, a 10 km.
Se llega por la carretera que une Arnedo con Cervera del Río Alhama (LR-123), a unos 58 km de Logroño. Se encuentra en el camino de la "Ruta de los dinosaurios". El acceso es fácil, ya que está a pie de carretera, y se llega subiendo por una pista forestal que sale hacia el este.
Existen repoblaciones de pino laricio y cortados rocosos, además de la vegetación arbustiva y árida de la Rioja Baja.

## Historia
A mediados del siglo XIX la villa tenía contabilizada una población de 267 habitantes. Aparece descrita en el decimoquinto volumen del Diccionario geográfico-estadístico-histórico de España y sus posesiones de Ultramar, donde figura como «Turrucan».
El municipio de Turruncún desapareció en 1975, al ser incorporado al término municipal de Arnedo, a causa de su despoblación en los años 1970, debido a que carecía de agua y luz.

## Demografía
| Gráfica de evolución demográfica de Turruncún entre 1842 y 1970 |
| |
| Población de derecho según los censos de población del INE Población de hecho según los censos de población del INEEntre el censo de 1981 y el anterior, este municipio desaparece porque se integra en el municipio 26018 (Arnedo) |

A principios del siglo XX contaba con más de 300 habitantes. En 1965 se construyó su último "edificio", las escuelas del pueblo, que se inauguraron y llegaron a utilizarse, aunque no durante muchos años. La «señorita Tomy» (como la conocía todo el mundo en el pueblo) fue la maestra que estaba allí destinada en el momento que se produjo la inauguración. Finalmente la profesora que sucedió a Tommy fue la que tuvo que cerrar las escuelas de Turruncún.
Actualmente el municipio se encuentra despoblado ya que no hay electricidad ni agua. Anteriormente vivían 3 personas: un anciano de más de 80 años, un pastor que guarda sus ovejas en la misma sierra y un joven con ideales hippies que intentó fundar una comuna que nunca llegó a tener éxito.[cita requerida]

## Edificios
En la actualidad se encuentra derruido con algunas construcciones en pie como la iglesia y el anterior colegio mencionado. En la parte trasera del pueblo hay un área recreativa con unas buenas vistas y barbacoas. Como dato curioso, dentro de la iglesia, que aún se mantiene en pie, podemos ver restos óseos que hay quien determina que son humanos. El suelo de la misma está movido como si alguien hubiese extraído algo de su interior, y probablemente sí sean restos humanos. Subiendo por la pista forestal y fijándonos mucho hacia el lado derecho podemos observar el cementerio con una tapia semiderruida donde aún yacen algunas lápidas de gentes que vivieron en Turruncún en una mejor época.

## Fauna
Existen especies de buitre, búho real, lirón careto, zorzal charlo y lagarto ocelado.

## Galería de imágenes

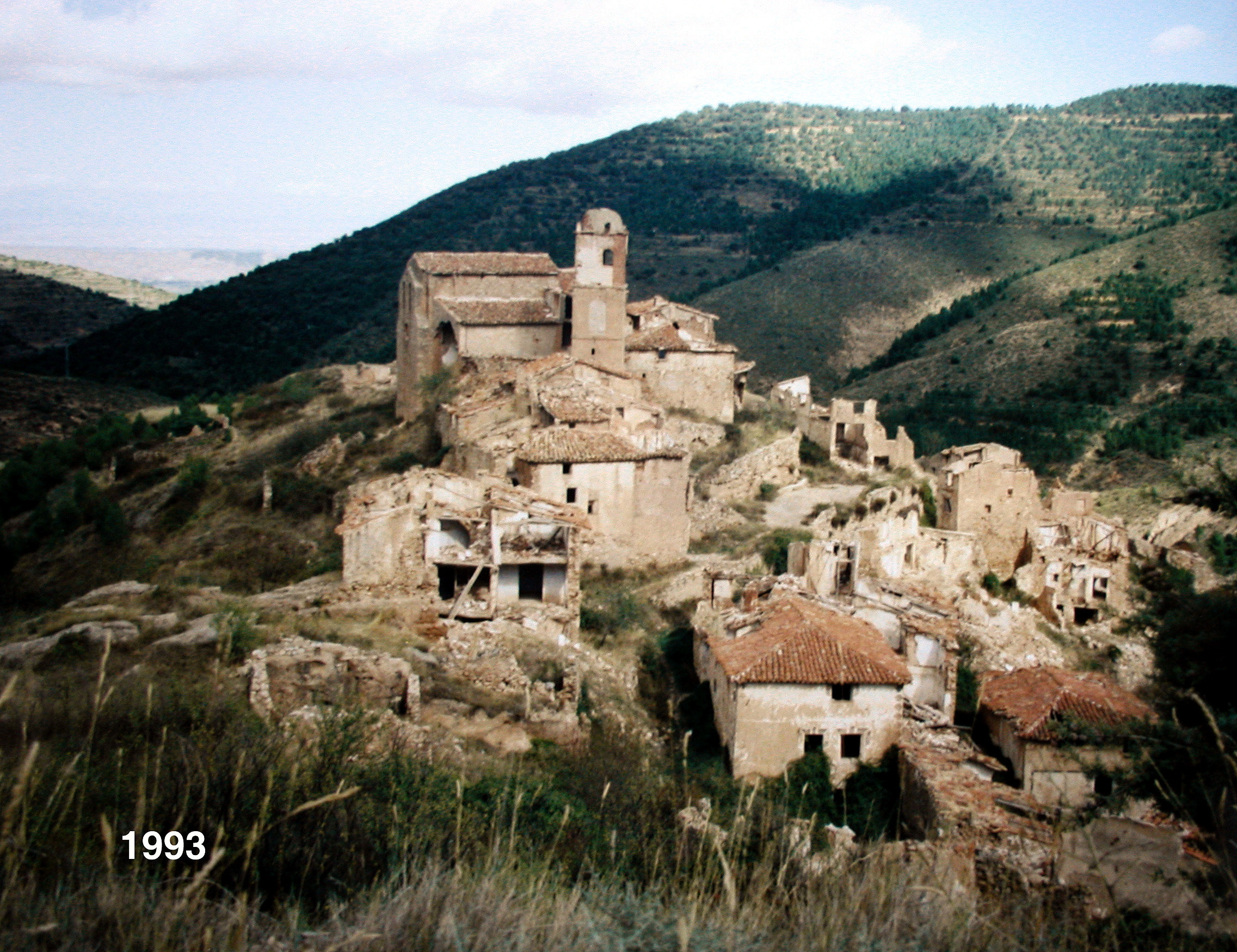
Vista del pueblo en 1993.
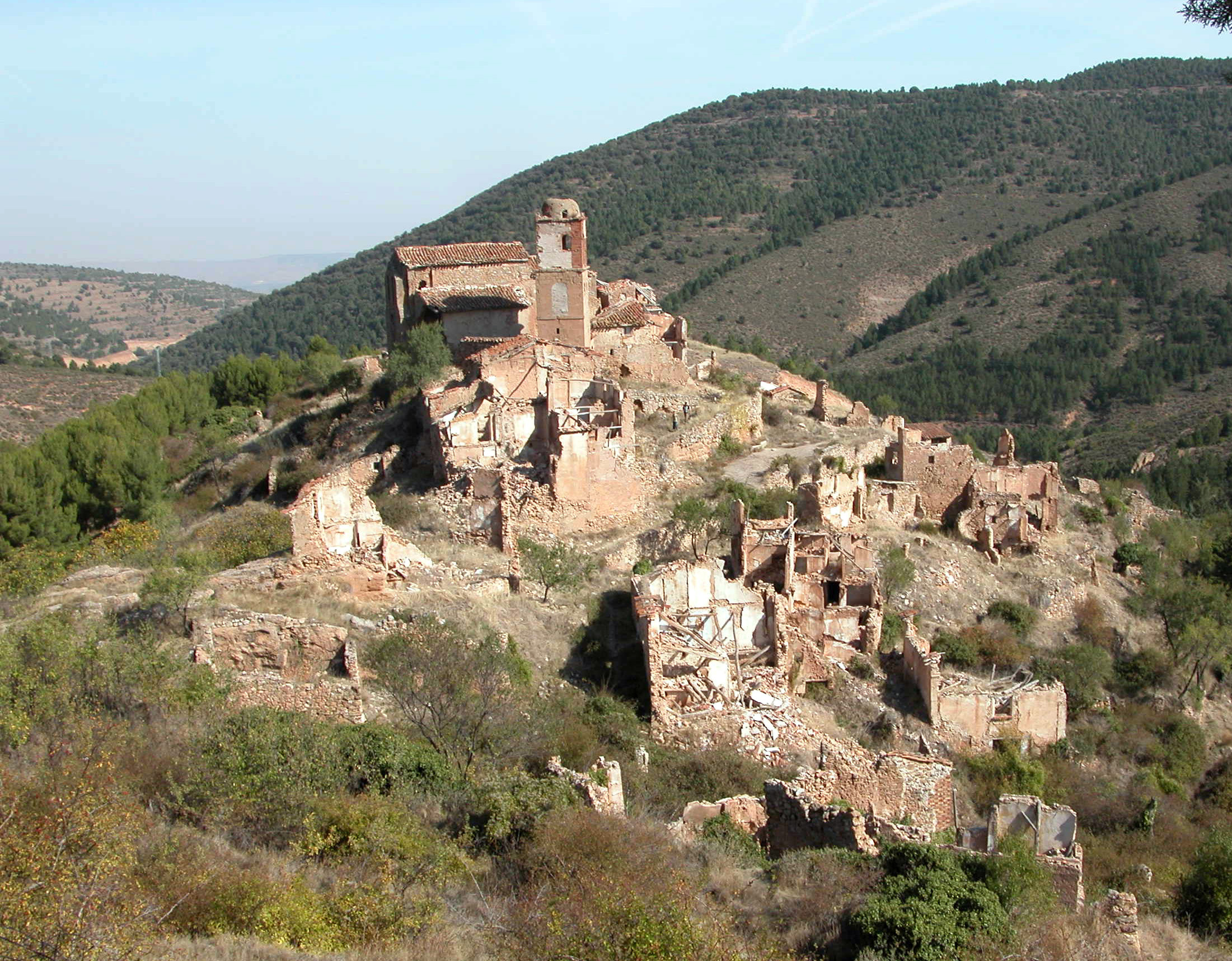
Vista del pueblo en 2005.
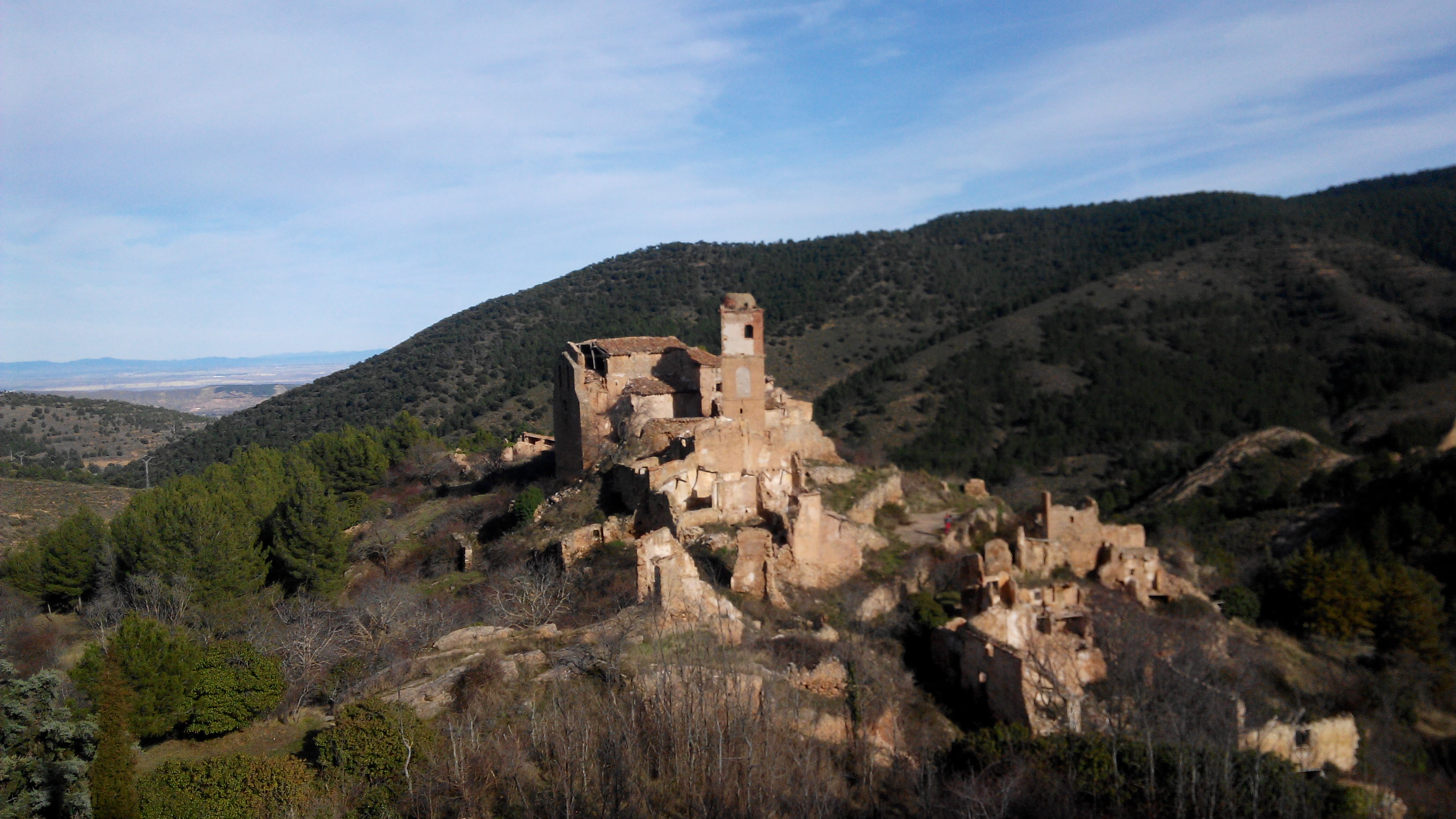
Vista del pueblo en 2015.
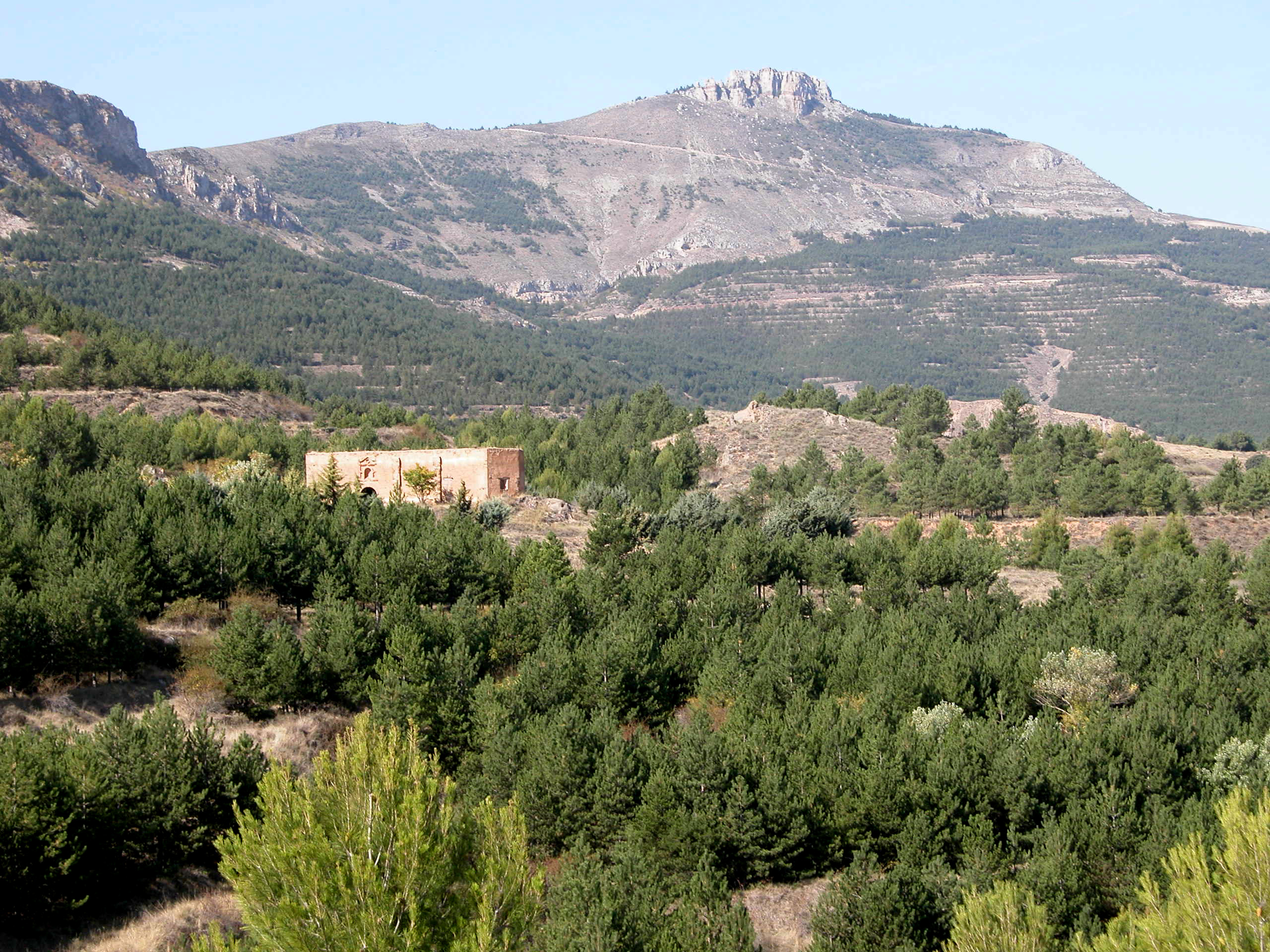
La ermita de Las Vírgenes con la peña Isasa al fondo.
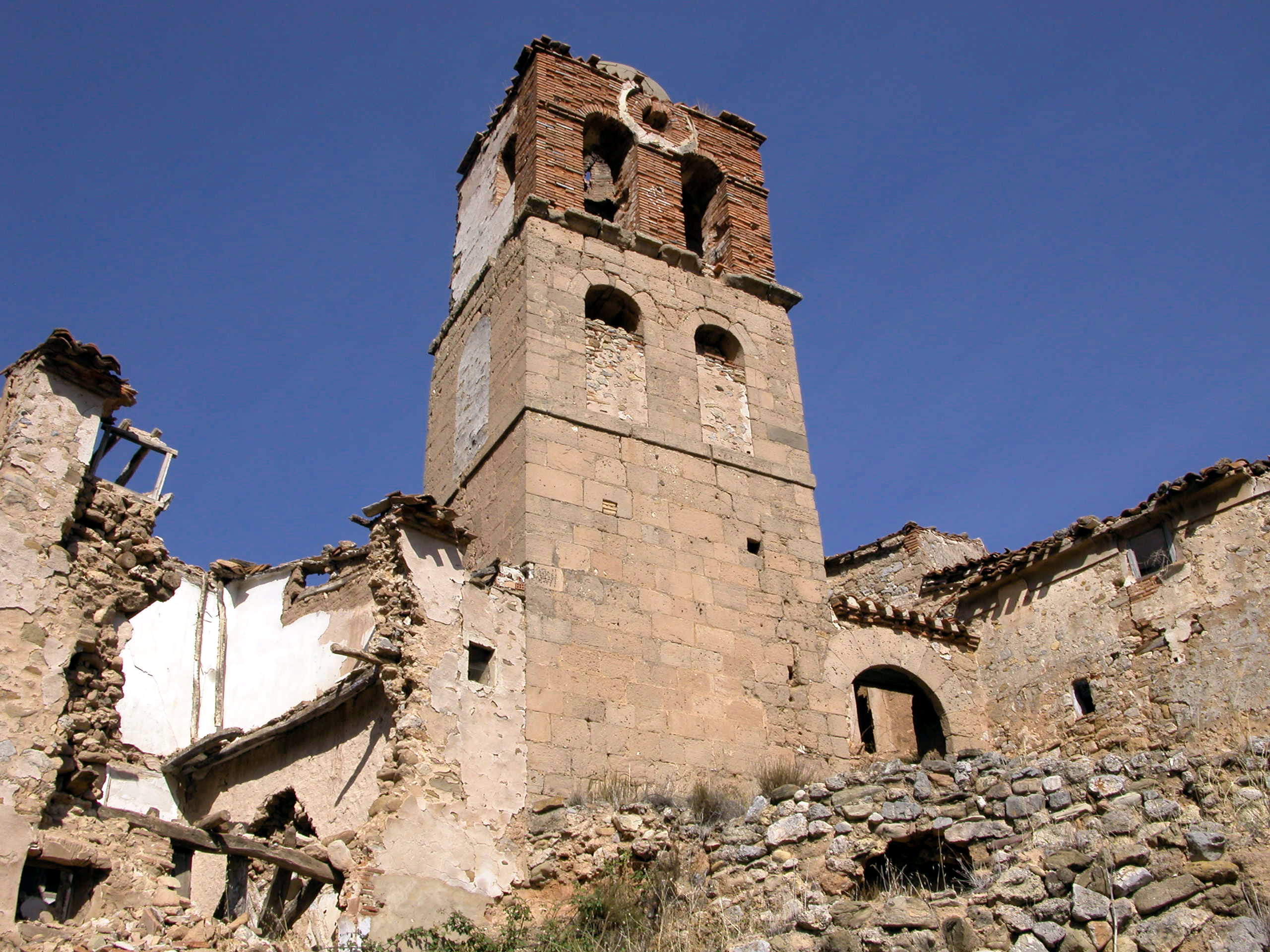
Ruinas de la iglesia parroquial.